# Opacographa
Opacographa là một chi bướm đêm thuộc họ Noctuidae.